# 克卜勒47c
克卜勒-47c（也稱為克卜勒-47(AB)-c和通過其克卜勒感興趣對象的名稱「KOI-3154.02」）是美國國家航空暨太空總署的克卜勒號發現，繞行聯星系統克卜勒47的三顆行星中最外層的一顆系外行星。該系統還有另外兩顆系外行星，距離地球約3,400光年（1,060秒差距)。

## 特點

### 質量、半徑和溫度
克卜勒-47c是與天王星和海王星質量和半徑接近的系外行星，是一顆氣態巨行星。它的表面溫度為245 K（−28 °C；−19 °F）。這顆行星的半徑為4.62R🜨，沒有固體表面。它的質量為23M🜨，可能有稠密的水蒸氣大氣層。

### 主恆星
該行星在環聯星軌道中圍繞一顆（G-型）和（M-型）聯星系統運行。這兩顆恆星大約每7.45天互繞一周。這兩顆恆星的質量分別為1.04M☉和0.35M☉，半徑分別為0.96和0.35R☉。它們的溫度分別為5636 K和3357 K。根據這些恆星特徵，該系統的年齡估計可能為40-50億年。相較之下，太陽大約有46億年的歷史，和5778 K的表面溫度。主星有點缺乏金屬，金屬量（[Fe/H]）為-0.25，相當於太陽總量的56%。這兩顆恆星的光度分別為太陽的84%和1%（L☉）。
該系統的視星等，或從地球的角度來看它的亮度約為15.8等。因此，它太暗了，肉眼看不見。

### 軌道
克卜勒-47c繞行其母恆星的週期為303日，距離為0.99AU （幾乎與地球繞太陽軌道運行的距離相同，即約為1天文單位）。這顆行星接收的太陽光量約為地球的87.3%。與大多數環聯星不同，克卜勒-47c自形成以來似乎沒有經歷過重大的遷移。

## 適居性

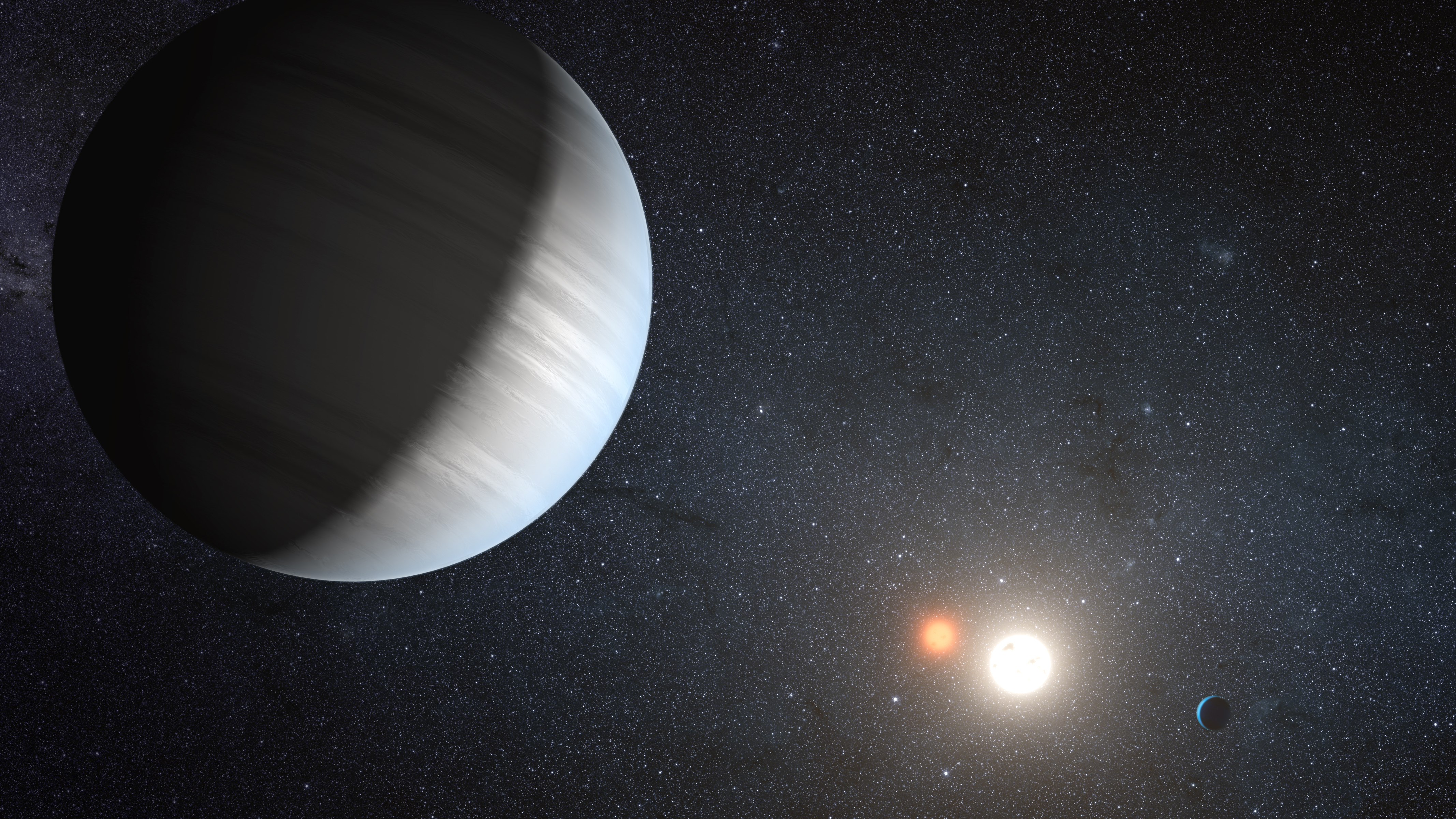
藝術家對克卜勒-47系統的印象。

克卜勒-47c位於母恆星的環聯星的適居帶中。這顆系外行星的半徑為4.63R🜨，這太大了，因此不可能是岩石行星，所以這顆行星本身可能不適合居住。假設它有足够大的衛星，有足够的大氣層和壓力，可能能够支持液態水和潜在的生命。
對於穩定的軌道，月球的軌道週期之間的比率Ps必須是1/9。例如，如果一顆行星繞其恆星運行需要90天，那麼該行星的衛星最大穩定軌道不到10天。模擬顯示軌道週期小於約45至60天的衛星將安全地與一顆大質量的巨行星或棕矮星結合，該行星繞著距離類太陽恆星1AU的軌道運行。在克卜勒-47c的情况下，這實際上與擁有穩定軌道是一樣的。
潮汐效應也可以使衛星維持板塊構造，這將導致火山活動來調節衛星的溫度，並產生地球動力學效應，這將給衛星一個强大的磁場。
為了在大約46億年（地球的年齡）內支持類似地球的大氣層，衛星必須具有類似火星的密度，質量至少為0.07M🜨。减少濺射損失的一種方法是讓衛星有一個强大的磁場，可以偏轉恆星風和輻射帶。美國國家航空暨太空總署的伽利略號量測表明，大衛星可能有磁場；它發現木星的衛星蓋尼米德有自己的磁層，儘管它的質量只有0.025M🜨。
最小穩定的恆星與環繞聯星的行星間隔約為聯星間隔的2-4倍，或軌道週期約為聯星週期的3-8倍。在所有「克卜勒」環聯星系統（例如克卜勒16b、克卜勒451b等）中，最內側的行星都被發現圍繞著這個半徑運行。這些行星的半長軸位於這個臨界半徑的1.09到1.46倍之間。原因可能是遷移在臨界半徑附近可能會變得效率低下，使行星剛好在這個半徑之外。克卜勒-47c位於這一臨界極限之外，因此其軌道極有可能在數十億年內保持穩定。

## 發現
克卜勒-47c和克卜勒-47b是由美國國家航空暨太空總署和以色列的特拉維夫大學的科學家使用「克卜勒」太空望遠鏡首次發現的。此外，德克薩斯大學奧斯汀分校麥克唐納天文台的天文學家團隊還確定了這兩個天體的行星特徵。這兩顆行星都是在凌日母恆星後發現的，它們似乎都沿著同一平面運行。

## 意義
在發現克卜勒-47c之前，人們認為擁有多顆行星的聯星不可能存在。人們認為，母恆星引起的引力問題會導致任何環聯星的行星相互碰撞，可能與母恆星之一碰撞，或被拋出軌道。然而，這一發現表明，聯星周圍可以形成多顆行星，即使在它們的適居帶內也是如此；雖然克卜勒-47c很可能無法孕育生命，但它可能有可居住的衛星，其它可能支持生命的行星也可能圍繞克卜勒-47等聯星系統運行。